# Amanda Redman
Amanda Jacqueline Redman (Brighton, 12 augustus 1957) is een Engelse actrice. Zij is bekend als Alison Braithwaite in de televisieserie At Home with the Braithwaites en als Detective Superintendent Sandra Pullman in de politieserie New Tricks.
Redman kreeg haar opleiding bij de Bristol Old Vic Theatre School.
Zij speelde Diana Dors in de televisiefilm The Blonde Bombshell uit 1999. In 2000 speelde zij Deedee Dove in de film Sexy Beast. In 2004 speelde Amanda in de BBC documentaire Who Do You Think You Are? In 2017 speelt zij de hoofdrol in de nieuwe serie The Good Karma Hospital. 
Amanda Redman heeft een dochter (1987) uit haar huwelijk met Robert Glenister (huwelijk 1984, scheiding 1992). Zij hertrouwde met Damian Schnabel (2010).

## Selectie van haar werk
- The Good Karma Hospital, tv-serie, 2017
- Who Do You Think You Are?, 2004, BBC documentaire
- Honest (tv-serie) als Lindsay Carter
- New Tricks, 2003-2015, als Detective Superintendent Sandra Pullman
- Mike Bassett: England Manager, 2001..als Karine Bassett
- Sexy Beast, 2000, als Deedee Dove
- At Home with the Braithwaites, 2000, tv-serie
- Hope and Glory, 1999, tv-serie
- King Lear, 1998
- For Queen and Country, 1989
- Give My Regards to Broad Street, 1984
- Richard's Things, 1981

- Bibliothèque nationale de France: cb15014672j (data)
- Gemeinsame Normdatei: 1128848171
- International Standard Name Identifier: 0000 0001 2212 2066
- Library of Congress Control Number: no2001092772
- Nationale Bibliotheek van Tsjechië: pna2005261878
- Nationale Bibliotheek van Israël: 987008729536705171
- Système universitaire de documentation: 14919532X
- Virtual International Authority File: 68589073
- WorldCat: E39PBJqbpmw7D93FdCfy3hWVYP